# Jan Duiker
Johannes (Jan) Duiker (La Haya, 1 de marzo de 1890 – Ámsterdam, 23 de febrero de 1935), arquitecto y diseñador industrial.

## Vida y obra
- Estudió en la Universidad de Delf, donde consiguió el título de "ingeniero de edificación", que era el modo empleado en aquellos tiempos para denominar a los arquitectos, y el profesor  Henri Evers influyó de forma decisiva en su formación.[1]
- Jan Duiker fue sobre todo una persona interesada en el bienestar social, que empleó su talento arquitectónico en escritos y diseños para la consecución de un mundo mejor, y en particular, más saludable.
- En 1917 ganó, junto a Bernard Bijvoet, en concurso para una Residencia de Ancianos en Alkmaar.
- Los tres años anteriores había trabajado, junto al mencionado arquitecto, en la construcción del Ayuntamiento de Róterdam, y continuarían colaborando durante toda su corta vida.
- En 1919 ganarían el concurso para el proyecto para la Rijkacademie de Ámsterdam.
- Entre 1918 y 1922, se dedican al proyecto y construcción de vivienda en La Haya, creando un estilo propio de Arquitectura bastante diferente al habitual en su época y basado en los principios de De Stijl, que representaban la vanguardia del momento.
- Una parte importante de su actividad a partir de 1919 se vuelca en el proyecto y construcción de edificios para el complejo hospitalario de Zonnestraal, cerca de Hilversum , que no comezarían a hacerse realidad hasta 1928. En la forma orgánica de disponer los edificios sobre el terreno y en su obra posterior se notan claras influencias de Frank Lloyd Wright.
- Siempre muy preocupado por el tema de la salud, que a él ya comenzaba a fallarle, entre 1927 y 1928 proyecta (con 6 anteproyectos) la Escuela al Aire Libre, en Ámsterdam, que es uno de sus creaciones más queridas y logradas.[1]
- Se presenta al concurso de 1927 para la Sede de la Sociedad de Naciones de Ginebra, con el arquitecto Wiebenga, al que también presentaron proyecto, entre otros Le Corbusier y Hannes Meyer.
- De 1929 es su proyecto para la Escuela Artesanal en Scheveningen, donde emplea grandes superficies acristaladas sobre carpintería de acero pintada en color azul y grandes voladizos.
- Muere prematuramente a los 45 años, cuando se encontraba en pleno desarrollo de su creatividad.
- También, como diseñador, Jan Duiker creó mobiliario para sus edificaciones y un sistema de construcción en hormigón prefabricado.

## Obras representativas
- Complejo residencial para ancianos Karenhizen, Alkmaar, Holanda (1917)
- Grupo de viviendas en La Haya, Holanda (1918-1922)
- Escuela Artesanal en Scheveningen, Holanda (1928–1930)
- Lavandería Diemen, Diemen, Holanda (1925)
- Edificio principal de Zonnestraal, cerca de Hilversum, Holanda (1928)[2]
- Pabellón de Henry ter Meulen de Zonnestraal, cerca de Hilversum, Holanda (1929)
- Pabellón de Dresselhuys de Zonnestraal, cerca de Hilversum, Holanda (1931)
- Apartamentos Nirwâna, La Haya, Holanda (1927)
- Escuela al Aire Libre, Ámsterdam, Holanda (1927–1928)
- Cineac, Ámsterdam, Holanda (1933)
- Hotel y Teatro Gooilan, Hilversum, Holanda (1934–1936)